# Gustav Gross (homme politique, 1825)
Pour les articles homonymes, voir Gustav Gross.
Friedrich Gustav Gross ou Friedrich Gustav Groß  (5 avril 1825 à Hohenleuben - 22 décembre 1878 à Hohenleuben) est un maître tisserand et homme politique allemand.

## Biographie
Gross était le fils du maître verrier Christian Gottlob Gross et de son épouse Anna Rosina née Hösselbarth. Gross, qui était de confession évangélique luthérienne, a épousé le 10 janvier 1854 à Hohenleuben Emma Keller (30 mars 1829 à Hohenleuben - 26 avril 1869 à Hohenleuben), la fille du bonnetier Christian Friedrich Wilhelm Kellner. Gottlob Groß (de) est son frère.
Gross a fait un apprentissage de tisserand et a été maître tisserand et, en dernier lieu, marchand d'articles de coupe à Hohenleuben.
Du 29 octobre 1874 au 1er novembre 1876, il est député du parlement de la principauté Reuss branche cadette (de).